# Kurzeszynek
Kurzeszynek [pronunciación en polaco: /kuʐɛˈʂɨnɛk/] es un pueblo ubicado en el distrito administrativo de Gmina Rawa Mazowiecka, dentro del Distrito de Rawa, Voivodato de Łódź, en Polonia central. Se encuentra aproximadamente a 8 kilómetros al norte de Rawa Mazowiecka y a 57 kilómetros al este de la capital regional Łódź.